# Łychiwka
Łychiwka (ukr. Лихівка) – osiedle typu miejskiego na Ukrainie, w obwodzie dniepropetrowskim, w rejonie kamjańskim, siedziba hromady. W 2001 liczyło 2508 mieszkańców, spośród których 2368 wskazało jako ojczysty język ukraiński, 121 rosyjski, 8 mołdawski, 7 białoruski, 1 jidysz, a 3 inny.